# Gallertfleischiges Stummelfüßchen
Das für den Menschen ungenießbare, saprobiontisch lebende Gallertfleischige Stummelfüßchen (Crepidotus mollis) ist eine Pilzart aus der Familie der Stummelfüßchenverwandten (Crepidotaceae). Die blassocker gefärbten, muschel- bis nierenförmigen Fruchtkörper sind stiellos am Substrat angewachsen, die Lamellen sind schmutzig bräunlich und das Sporenpulver braun. Die Fruchtkörper erscheinen ganzjährig an totem Laubholz, am häufigsten findet man sie zwischen August und Oktober.

## Merkmale

### Makroskopische Merkmale
Der gewölbte Hut ist 2–6 cm breit und muschel- bis nierenförmig. Er ist stiellos seitlich am Substrat angewachsen. Die Oberfläche ist kahl bis fein filzig und schmutzig weißlich bis creme-graubräunlich. Auch olivbraune Farbtöne kommen vor. Bei alten Exemplaren ist der Rand mehr oder weniger gekräuselt. Die glatte, durchsichtige Huthaut ist abziehbar und gummiartig dehnbar.
Die dicht stehenden Lamellen wachsen in einem seitlichen Punkt stielartig zusammen. Sie sind anfangs grauweißlich, später schmutzig bräunlich und im Alter zimtfarben. Das Sporenpulver ist tabakbraun.
Ein Stiel fehlt für gewöhnlich, wenn aber ein winziger, rudimentärer Stiel vorhanden ist, ist dieser fein-filzig. Das gallertartige, glasig wirkende Fleisch ist blass bis oliv-bräunlich und riecht unauffällig. Der Geschmack ist mild und wenig charakteristisch.

### Mikroskopische Merkmale
Die elliptischen bis mandelförmigen Sporen sind glatt und messen 6,5–9 × 4,5–6 µm. Die fast fädigen Cheilozystiden sind teilweise etwas bauchig verdickt oder kopfig.

## Artabgrenzung
Mit seinem gelatinösen Hutfleisch bildet das Gallertfleischige Stummelfüßchen innerhalb seiner Gattung eine Ausnahme und ist deshalb leicht zu bestimmen. Die übrigen Arten lassen sich meist nur mikroskopisch sicher bestimmen. Die Varietät calolepis unterscheidet sich vom Typus durch den schuppigen Hut. Alle anderen Arten der Stummelfüßchen haben trockene Hüte und sind deutlich kleiner und dünnfleischiger. Andere ähnliche Gattungen mit gelatinösem Hutfleisch, wie die Zwergknäuelinge (Panellus) oder die Muschlinge (Hohenbuehelia), unterscheiden sich durch ihr weißes Sporenpulver.

## Ökologie
Man findet das Gallertfleischige Stummelfüßchen in Buchen- und Buchenmischwäldern, in Schatthang- und Eichen-Hainbuchenwäldern sowie in Au- und Bruchwäldern, Mooren und Pappelforsten. Recht selten kommt es auch in Nadelwäldern und -forsten, vorzugsweise bei Fichten, vor. Auch in Hecken, an Waldrändern und in Parkanlagen wurde der bodenvage Pilz gefunden. Die Fruchtkörper des Saprobionten wachsen oft dachziegelartig übereinander an hängenden und liegenden Ästen oder Stümpfen, seltener auch an lebenden Stämmen. Der Pilz wächst auf verschiedenen Laub-, seltener auch an Nadelhölzern. Am häufigsten findet man ihn auf Rotbuche, gefolgt von Esche, Pappel, Weide und Eiche. Er kann aber auch auf zahlreichen anderen Laubbäumen wachsen. Die Fruchtkörper erscheinen das ganze Jahr über, am häufigsten sind sie von August bis Ende Oktober, lediglich im Frühjahr sind sie recht selten.

## Verbreitung

Europäische Länder mit Fundnachweisen des Gallertfleischigen Stummelfüßchens.
Legende:
grün = Länder mit Fundmeldungen
cremeweiß = Länder ohne Nachweise
hellgrau = keine Daten
dunkelgrau = außereuropäische Länder.

Der Pilz wurde in Australien, Neuseeland, Süd-, Zentral- (Costa Rica) und Nordamerika (Kanada, USA), in Asien (Kleinasien, Kaukasus, Sibirien, China, Mongolei, Japan, Nordkorea und Südkorea), Nordafrika, auf den Kanaren und Madeira sowie in Europa nachgewiesen.
Im Süden Europas ist das Stummelfüßchen von der Iberischen Halbinsel bis zum Schwarzen Meer verbreitet. Auch auf den Mittelmeerinseln Mallorca und Sardinien wurde er nachgewiesen. Er ist in ganz Westeuropa verbreitet und häufig und kommt in Großbritannien nordwärts bis zu den Hebriden vor. Sein Verbreitungsgebiet erstreckt sich über ganz Mitteleuropa und reicht im Osten bis nach Russland. Im Norden ist der Pilz in ganz Fennoskandinavien und in Estland und Russland im Nordosten verbreitet. In Schweden findet man ihn nördlich bis zum 65. Breitengrad.
In Deutschland ist die Art weit verbreitet und zumindest teilweise ziemlich häufig.

## Bedeutung
Das Gallertfleischige Stummelfüßchen ist kein Speisepilz.